# Darren Turner
Darren Turner (Camberley, 13 april 1974) is een Brits autocoureur. In 2016 werd hij kampioen in de GTE-klasse van de European Le Mans Series.

## Carrière
Turner begon zijn autosportcarrière in het formuleracing in 1993 en werd direct kampioen in de Formula First Great Britain Winter Series. In 1994 werd hij tiende in de Formula Vauxhall Lotus en in 1995 stapte hij over naar de Formule Renault BARC, waar hij in zijn twee seizoenen in de klasse vierde en tweede werd. In 1996 won hij de McLaren Autosport BRDC Award, waarna hij tot 2001 testcoureur voor het Formule 1-team van McLaren was. In 1997 stapte hij over naar het Britse Formule 3-kampioenschap, waar hij op plaats 22 in het klassement eindigde. In 1998 kwam hij uit in de nieuwe Formule Palmer Audi en werd hierin achter Justin Wilson tweede in de eindstand. In 1999 reed hij enkel een race in het eerste seizoen van de Italiaanse Formule 3000, een voorloper van de Auto GP.
In 2000 verliet Turner het formuleracing en stapte hij over naar de toerwagens, waar hij in het eerste seizoen van de opnieuw opgerichte DTM voor het Team Rosberg reed. Met een zesde plaats in de seizoensfinale op de Hockenheimring Baden-Württemberg als beste resultaat werd hij veertiende in de eindstand met 19 punten. In 2001 bleef hij actief in bij het team, maar kwam hij niet verder dan een reeks achtste plaatsen in de races. Hierdoor zakte hij naar de vijftiende plaats in het eindklassement met 15 punten. In 2002 stapte hij over naar de ASCAR Racing Series, waar hij zevende werd.
In 2003 maakte Turner de overstap naar de FIA GT en eindigde als achtste. Daarnaast reed hij dat jaar voor het eerst in de 24 uur van Le Mans. In 2004 reed hij enkel in Le Mans, waar hij voor Prodrive Racing met Colin McRae en Rickard Rydell derde in de GTS-klasse werd. In 2005 nam hij deel aan races in de Le Mans Series, de FIA GT en de American Le Mans Series (ALMS). Verder werd hij voor Aston Martin Racing samen met David Brabham en Stéphane Sarrazin derde in de GT1-klasse in Le Mans.

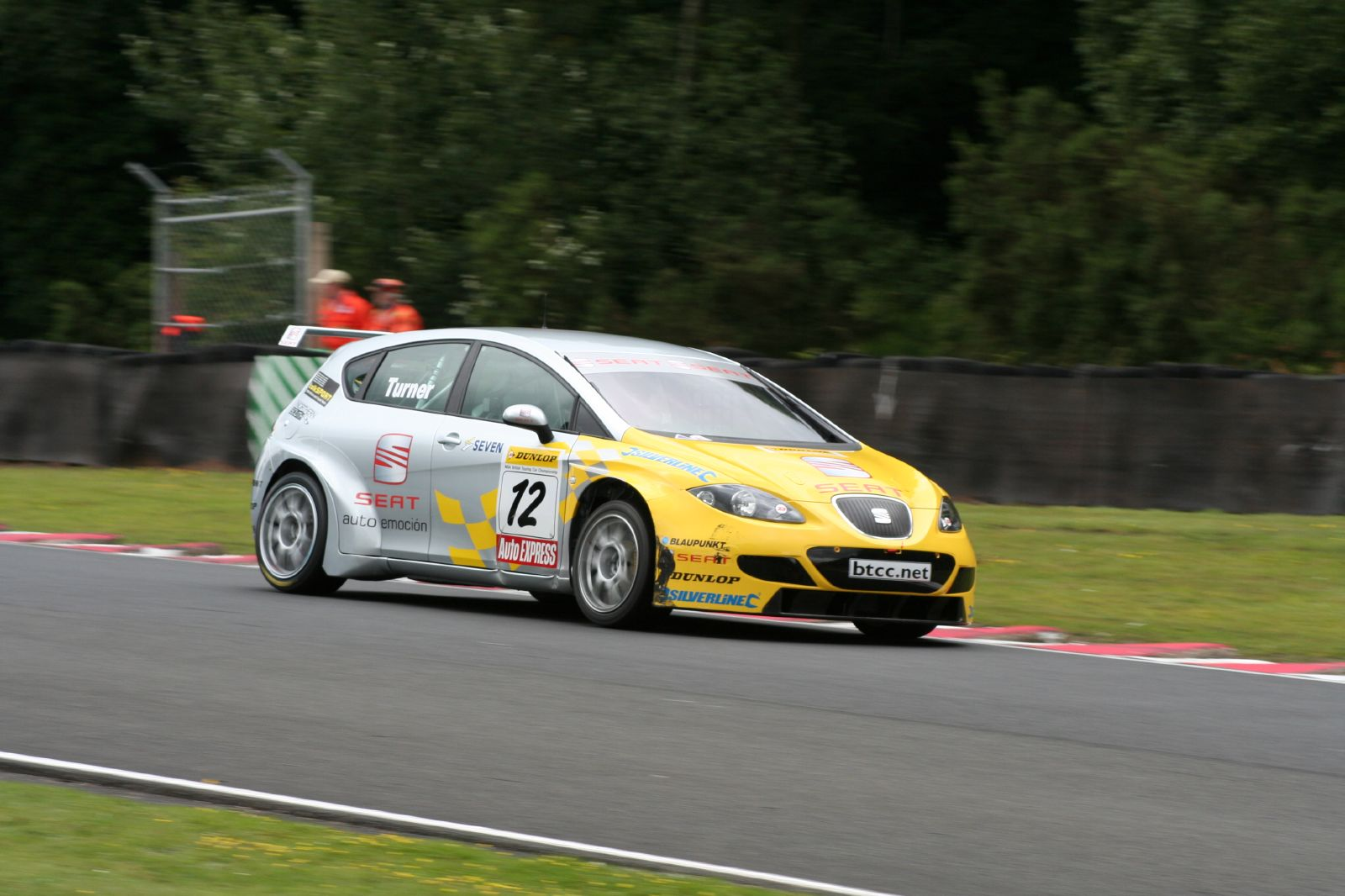
Darren Turner op het Oulton Park Circuit in 2007.

In 2006 debuteerde Turner in het BTCC voor SEAT Sport UK, waarin hij de helft van de races reed. In zijn eerste race op het Thruxton Circuit behaalde hij direct een podium en werd hij met 41 punten veertiende in de eindstand. Ook reed hij in de ALMS en werd hij met Tomáš Enge en Andrea Piccini tweede in de GT1-klasse van de 24 uur van Le Mans. In 2007 reed hij een volledig seizoen in het BTCC. Op het Croft Circuit behaalde hij zijn eerste zege, voordat hij op het Knockhill Racing Circuit nog tweemaal won. In de rest van het seizoen eindigde hij nog vier keer op het podium. Met 160 punten werd hij zesde in het kampioenschap. Tevens won hij met Brabham en Rydell de GT1-klasse van de 24 uur van Le Mans. In 2008 won hij twee BTCC-races op Donington Park en Knockhill en stond hij nog viermaal op het podium, waardoor hij met 133 punten achtste in het klassement werd. Ook won hij opnieuw de GT1-klasse van de 24 uur van Le Mans, ditmaal samen met Brabham en Antonio García.
In 2009 reed Turner in de FIA GT1 en de Le Mans Series, waar hij respectievelijk achtste en vierde werd. In 2010 werd hij vierde en dertiende in deze kampioenschappen. In 2011 reed hij enkel in de FIA GT1, waarin hij voor het team Young Driver AMR met Stefan Mücke de auto deelde. Hij won een race op het Goldenport Park Circuit en stond daarnaast nog zes keer op het podium. Met 120 punten werd hij, achter het duo Michael Krumm en Lucas Luhr, tweede in de eindstand.

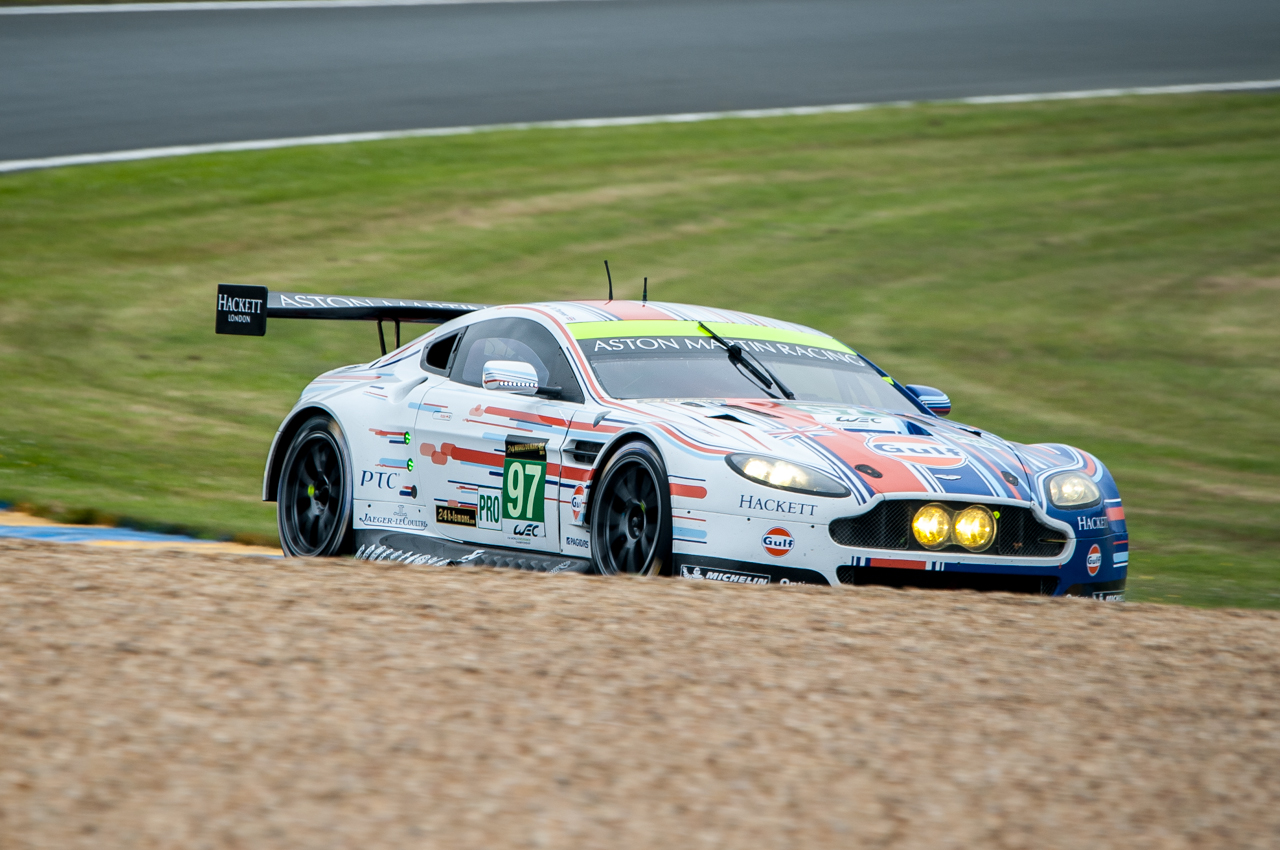
Darren Turner tijdens de 24 uur van Le Mans in 2013.

In 2012 kwam Turner uit in de LMGTE Pro-klasse van het nieuwe FIA World Endurance Championship (WEC) voor Aston Martin Racing, waar hij de auto met Mücke en Adrián Fernández deelde. Hij won de seizoensfinale, de 6 uur van Shanghai, en eindigde in zeven van de acht races op het podium. De klasse had dat jaar geen apart klassement en Turner eindigde met zeven punten op plaats 35 in de eindstand. In 2013 reed hij samen met Mücke in de auto, terwijl de derde coureur tijdens het seizoen meerdere malen afgewisseld werd. Met Bruno Senna wonnen zij de 6 uur van Silverstone, met Frédéric Makowiecki wonnen zij de 6 uur van Fuji en als duo behaalden zij de zege in de 6 uur van Shanghai. Met 125,5 punten werd Turner derde in de eindstand.
In 2014 bleef Turner actief bij Aston Martin Racing in de LMGTE Pro-klasse van het WEC met Mücke als teamgenoot. Hij won de 6 uur van het Circuit of the Americas en de 6 uur van São Paulo en eindigde ook in de 6 uur van Silverstone en de 6 uur van Bahrein op het podium. Met 102 punten werd hij vijfde in de eindstand. In 2015 kende hij een moeilijker seizoen. Hij begon het jaar als teamgenoot van Mücke, die halverwege het seizoen werd vervangen door Jonathan Adam. Hij behaalde enkel een podiumfinish in de laatste race, de 6 uur van Bahrein, en werd zodoende met 67 punten tiende in het klassement.
In 2016 reed Turner een dubbel programma in het WEC en de European Le Mans Series (ELMS) bij Aston Martin Racing. In het WEC begon hij het jaar als teamgenoot van Nicki Thiim en Marco Sørensen, maar werd hij na drie races overgeplaatst naar de andere auto van het team en kreeg hij afwisselend Adam, Richie Stanaway en Fernando Rees als teamgenoten. Hij won de 6 uur van Mexico met Stanaway en kwam ook in de 6 uur van Silverstone en de 24 uur van Le Mans op het podium terecht. Hij werd met 115 punten zesde in de eindstand. In de ELMS deelde hij de auto met Andrew Howard en Alex MacDowall. Hij won de races op Silverstone en het Autódromo do Estoril en stond ook op het Circuit Paul Ricard op het podium. Met 98 punten werd hij gekroond tot kampioen in de GTE-klasse.
In 2017 reed Turner opnieuw in zowel het WEC als de ELMS. In het WEC deelde hij de auto met Adam en Daniel Serra en won hij de 24 uur van Le Mans. Met 101 punten werd hij zevende in de eindstand. In de ELMS reed hij samen met Howard en Ross Gunn en behaalde hij podiumplaatsen op Silverstone, het Autodromo Nazionale Monza en het Circuit de Spa-Francorchamps. Met 75 punten beëindigde hij het seizoen op de vijfde plaats.

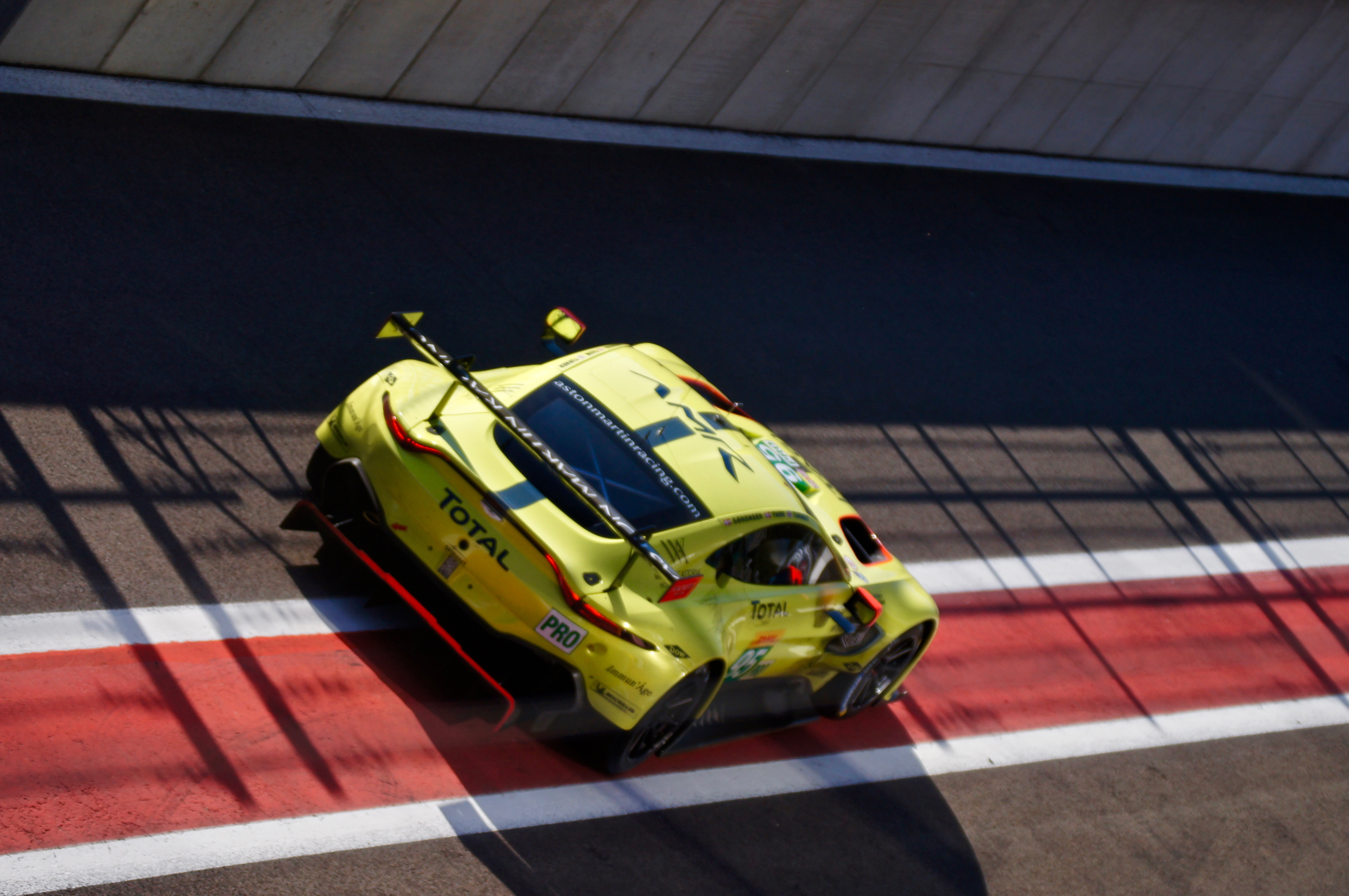
Darren Turner tijdens de 6 uur van Spa-Francorchamps in 2018.

In 2018 stapte Turner over naar het Britse GT-kampioenschap, waar hij samen met Howard voor het team Beechdean AMR reed. Hij behaalde podiumplaatsen op het Oulton Park Circuit, de Rockingham Motor Speedway en het Snetterton Motor Racing Circuit en werd met 102,5 punten vijfde in de eindstand. Daarnaast reed hij in het seizoen 2018-2019 vier races in het WEC als teamgenoot van Thiim en Sørensen, waarin een vijfde plaats in de 24 uur van Le Mans zijn beste resultaat was. In 2019 reed hij in de International GT Open bij Optimum Motorsport als teamgenoot van Ollie Wilkinson, waar hij op de Hockenheimring Baden-Württemberg en op Monza op het podium eindigde en zodoende met 37 punten negende in het klassement eindigde. In het seizoen 2019-2020 reed hij in de eerste vijf races van het WEC als teamgenoot van Gunn en Paul Dalla Lana in de LMGTE Am-klasse. Hij behaalde vier podiumplaatsen in de 4 uur van Silverstone, de 4 uur van Shanghai, de 8 uur van Bahrein en de Lone Star Le Mans en werd met 78,5 punten elfde in het eindklassement.
In 2021 keerde Turner terug in het Britse GT-kampioenschap, waar hij met Matt Topham voor het team Newbridge Motorsport reed. Hij won drie races in de GT4 Pro-Am Cup op Silverstone, Spa-Francorchamps en Oulton Park en werd met 170 punten kampioen in de klasse. In 2022 won hij zeven van de negen races in deze klasse en werd hij opnieuw kampioen, terwijl hij in de hoofdklasse tweemaal won en hier tweede in de eindstand werd. Na het seizoen 2022 reed hij nog sporadisch in races, waaronder de 24 uur van Daytona en de 24 uur van de Nürburgring.